# Moritzoppia longohisterosoma
Moritzoppia longohisterosoma är en kvalsterart som först beskrevs av Kulijev 1962.  Moritzoppia longohisterosoma ingår i släktet Moritzoppia och familjen Oppiidae. Inga underarter finns listade i Catalogue of Life.